# Dolmen de las Carniçosas
El dolmen de las Carniçosas se localiza en la Sierra de Alhadas, freguesia de Alhadas, municipio de Figueira da Foz y forma parte de los Monumentos de la Serra da Brenha, clasificados por el IPPAR como Monumento Nacional, desde 1910.
Está compuesto por un atrio, un pasillo de acceso y la cámara funeraria. Pueden verse el pasillo y la cámara, limitados por grandes lajas de piedra.
Está edificado en el cima de la sierra, sobre una colina que es también un monumento funerario, en este caso un túmulo.
"Consta de una galería que mide cerca de 4,50 m de longitud, formada por dos ristras de lajas de mediana altura erguidas paralelamente a una distancia de 1,75 m, y de una sala o cámara poligonal, de cerca de 3 m de diámetro, limitada al norte por cinco lajas que se apoyan unas sobre las otras, cuyas dimensiones son de media de 2,10 m de altura y 1,30 m de ancho y 0,30 m de espesor."

Dólmen das Carniçosas
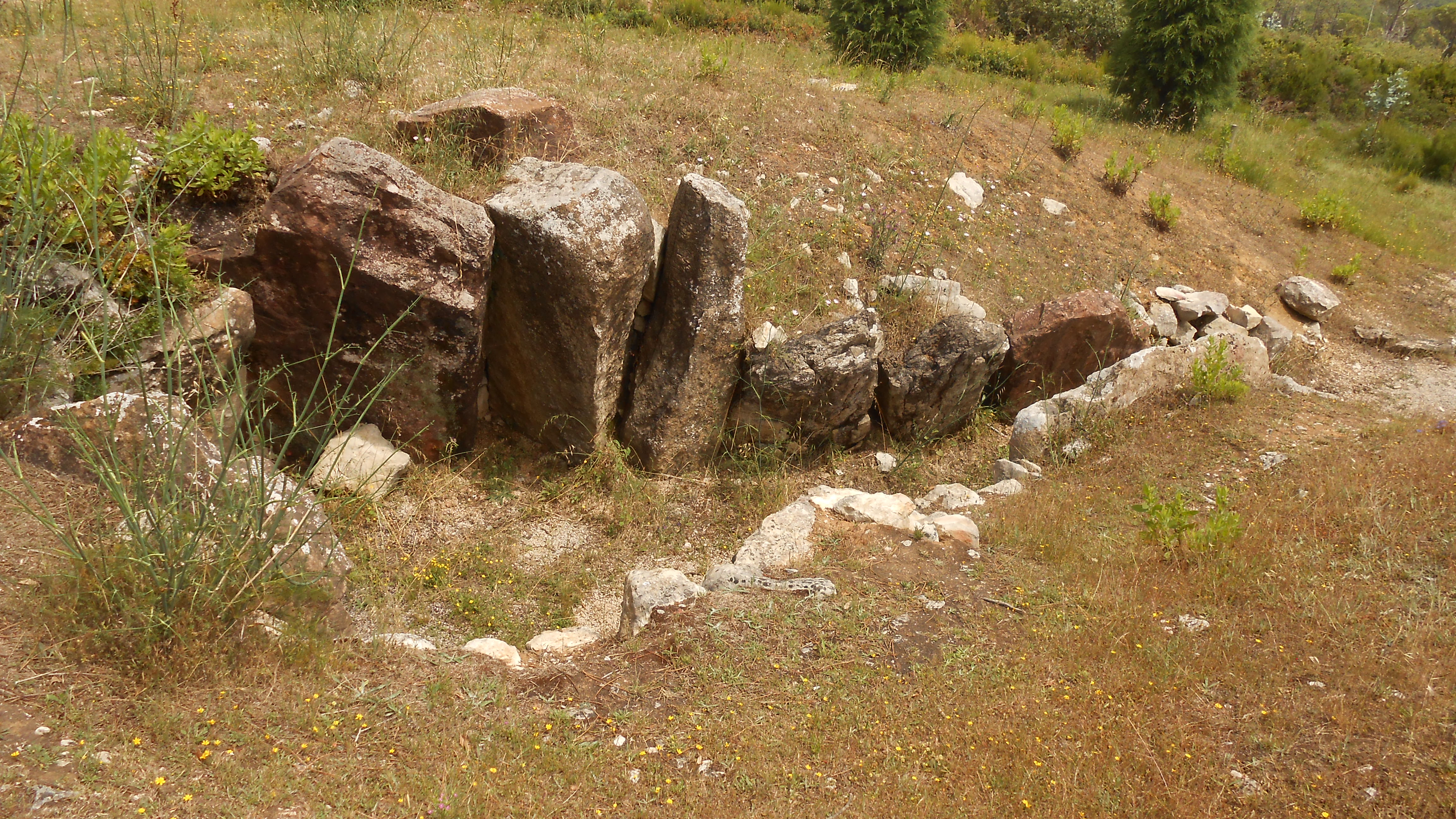
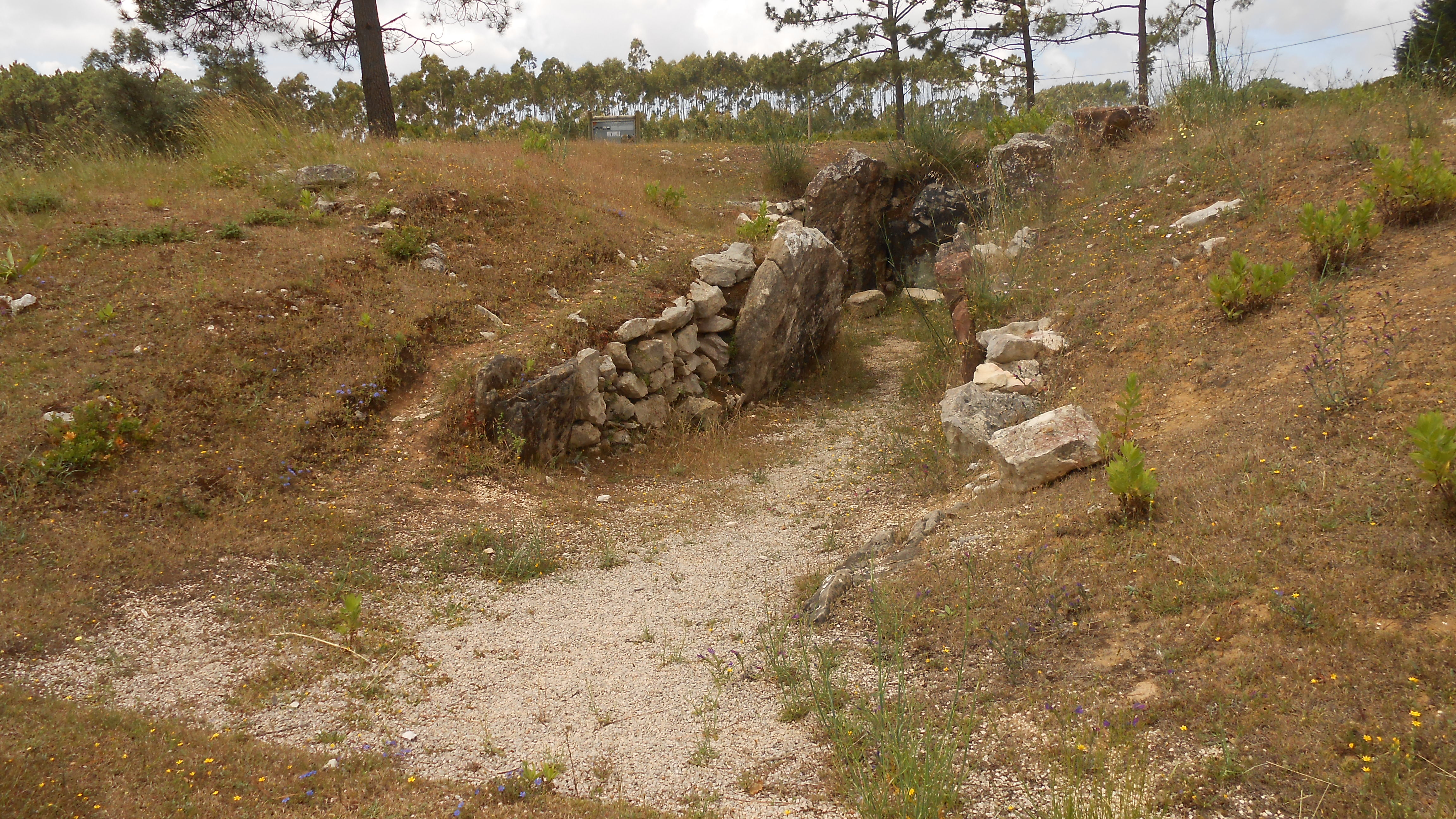
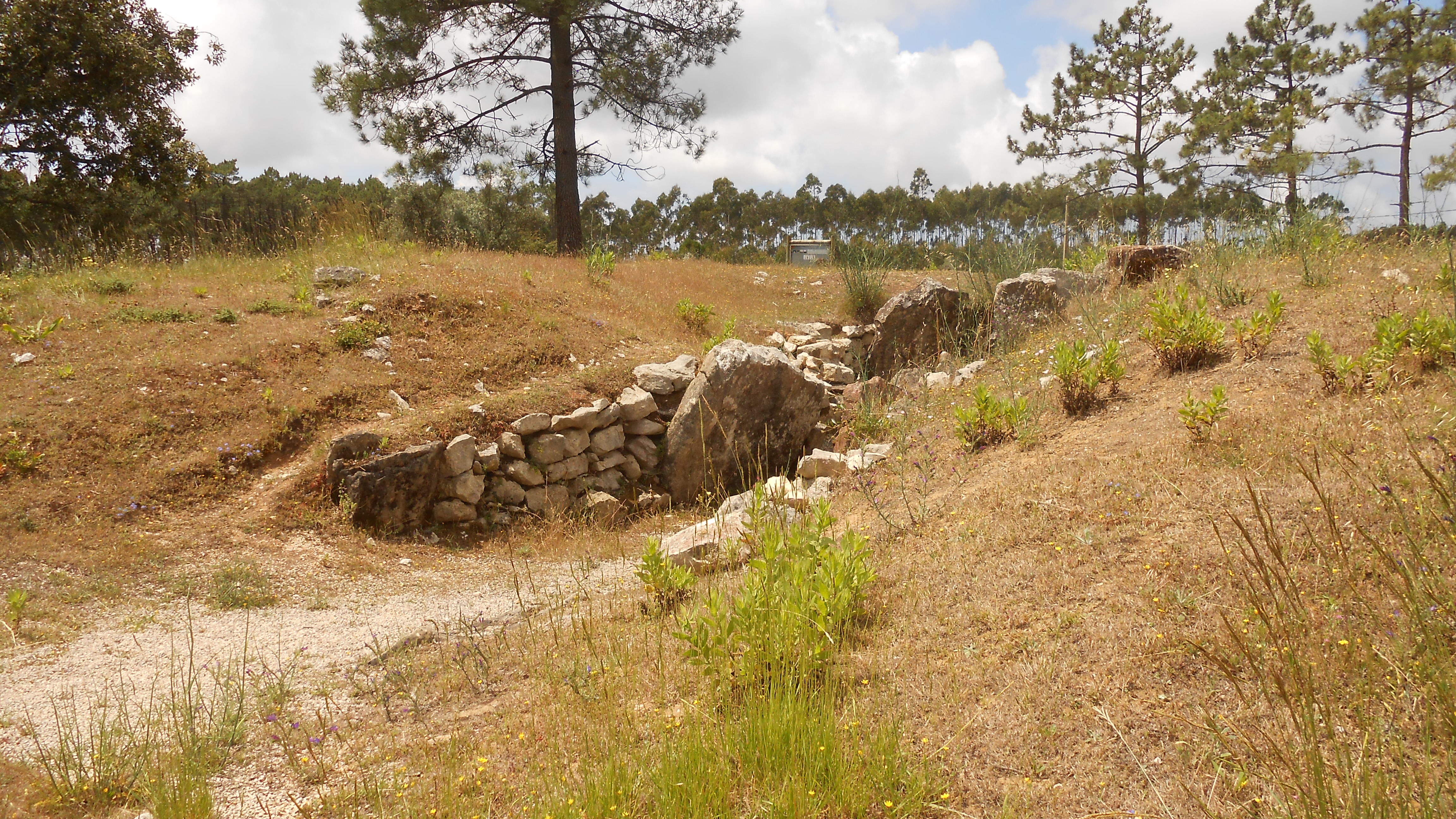
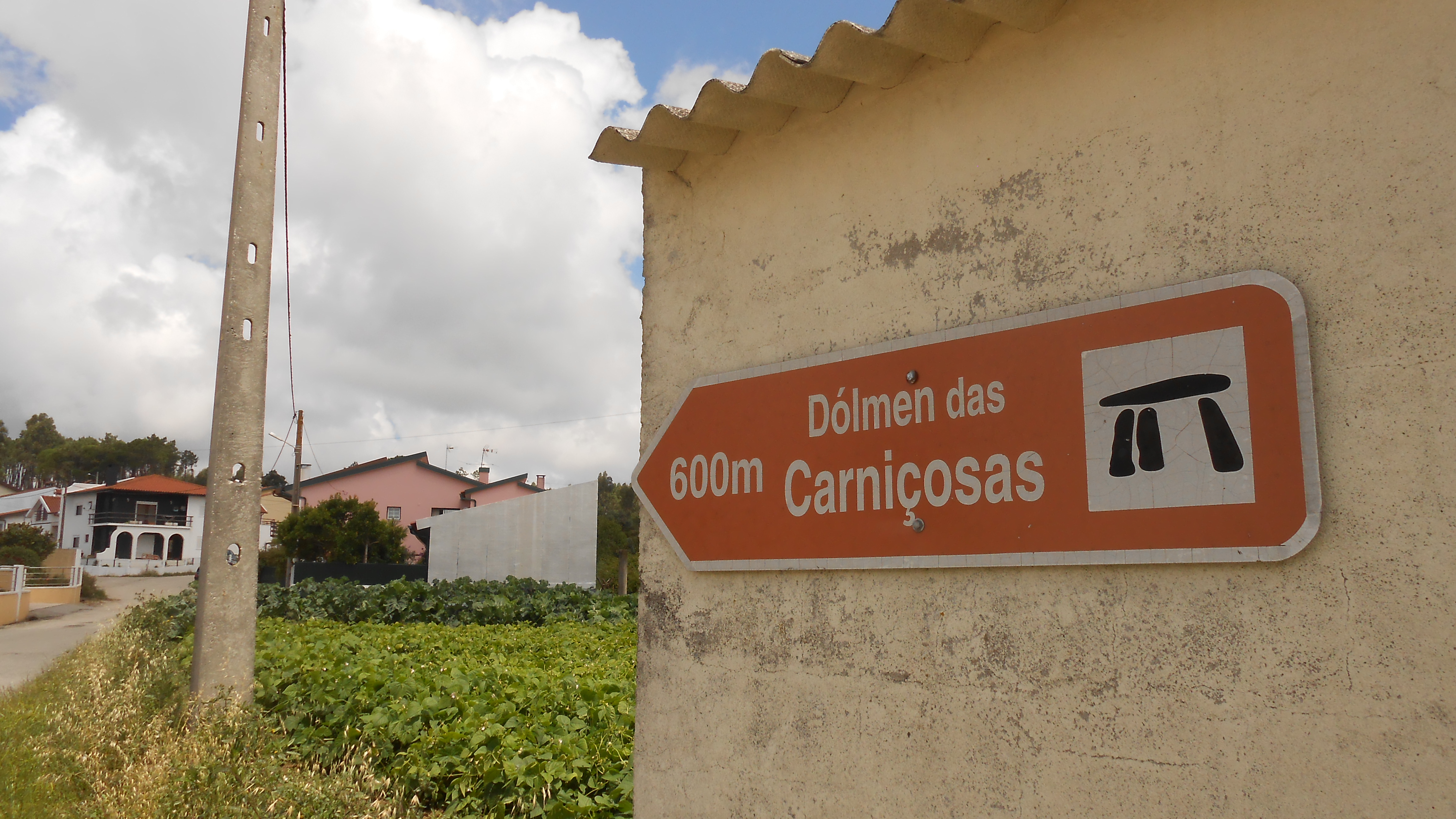